# サム・ストレーリー
サム・ストラリー (英語: Sam Straley、1995年7月13日 - ) は、アメリカの俳優です。
彼は2017年にデポール大学の演劇学校を卒業しました。

## フィルモグラフィー
- シカゴ P.D. (2016)
- エレクトリック・ドリームズ (2018)
- バーナデット (2018)
- キッズ・アー・オーライ (2018-2019)
- ハラ (2019)
- ワンス・アポン・ア・リバー (2019)
- 教師 (2019)
- シカゴ・メッド (2020)
- ドロップアウト (2022)
- フラットへようこそ (2022)